# Rodolfo Méndez Mata
Rodolfo Méndez Mata (San José, 3 de marzo de 1937) es un político e ingeniero costarricense, ha ejercido diversos cargos públicos como diputado de la Asamblea Legislativa, ministro de la Presidencia (1990-1991) y de Hacienda durante la administración de Rafael Calderón Fournier (1992-1994), ministro de Obras Públicas y Transportes en tres ocasiones; durante las administraciones de Rodrigo Carazo Odio (1978-1982), de Miguel Ángel Rodríguez (1998-2000) y de Carlos Alvarado Quesada (2018-2022), y precandidato presidencial del Partido Unidad Social Cristiana en la Convención Nacional Socialcristiana de 2001. Fue también coordinador del grupo Socialcristianos Pro-TLC de cara al referéndum sobre el Tratado de Libre Comercio con Estados Unidos

## Biografía
Méndez Mata nació en San José, el 3 de marzo de 1937 hijo de Edwin Méndez Soto y Elsie Mata Freses, cursó la primera en la escuela Escuela Juan Rudín y la secundaria en el Colegio Seminario. Estudió ingeniería en la Universidad de Kansas, Estados Unidos. Contrajo matrimonio con Orquídea Fraguela Varela en el año 1960, con quien tuvo cuatro hijos de nombres Roxanna, Ileana, Eugenia y Rodolfo José. Luego de la muerte de Orquídea, Rodolfo se volvió a casar. En 2018 se casó con Norma Montero.
Miembro fundador de la Coalición Unidad y del Partido Unidad Social Cristiana (PUSC) que surge a raíz de la fusión de esta coalición, Méndez fue precandidato del PUSC contando con el respaldo de Calderón Fournier, principal líder del calderonismo y de gran influencia dentro del PUSC, pero perdió las primarias ante Abel Pacheco quien eventualmente ganaría las elecciones en febrero de 2002. Renunció al PUSC en 2012.

## Cargos públicos
- Subdirector de Defensa Civil (1960-1966)
- Director de Vialidad del Ministerio de Obras Públicas y Transportes (1967-1969)
- Secretario y Jefe de Campaña de la Coalición Unidad (1976-1978)
- Secretario General del Partido Unidad Social Cristiana (1987-1988)
- Presidente y Jefe de Campaña del Partido Unidad Social Cristiana (1989-1990)
- Ministro de la Presidencia (1990-1991)
- Ministro de Hacienda (1992-1994)
- Diputado (1986-1990 a 1994-1998)
- Ministro de Obras Públicas y Transportes (1978-1982, 1998-2000 a 2018-2022)